# Secretaría General de Planificación Ecológica

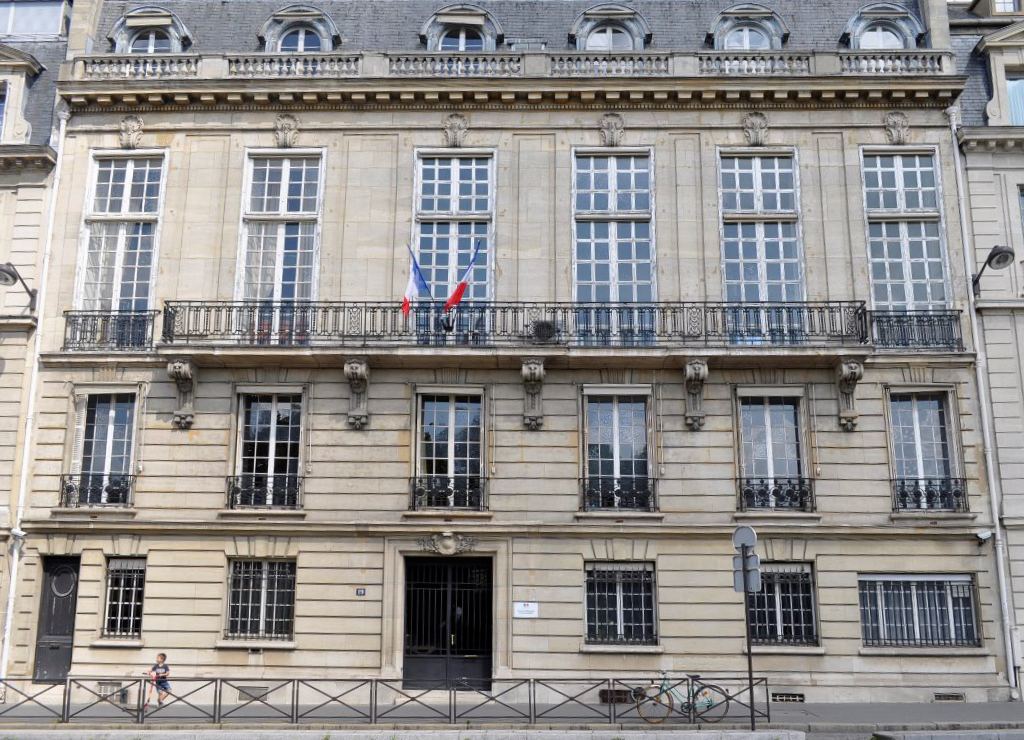
Sede del Alto Comisionado para la Planificación y de la Secretaría General de Planificación Ecológica.

La Secretaría General de Planificación Ecológica ( en francés: Secrétariat général à la Planification écologique, sigla SGPE ) es un órgano interministerial bajo la autoridad del Primer Ministro francés. Fue creada el 7 de julio de 2022 tras la formación del Gobierno Borne. Hay otras cinco secretarías generales interministeriales: la Secretaría General del Gobierno, la Secretaría General de Defensa y Seguridad Nacional, la Secretaría General del Mar, la Secretaría General de Asuntos Europeos y la Secretaría General de Inversiones .
El secretario general de Planificación ecológica dispone de una plantilla de 15 funcionarios y su sede se encuentra en el número 19 de la rue de Constantine.

## Atribuciones
La Secretaría General de Planificación Ecológica  ejerce, bajo la autoridad del Primer Ministro, las siguientes competencias:
- Coordina el desarrollo de las estrategias nacionales sobre el clima, la energía, la biodiversidad y la economía circular. En líneas generales, garantiza la sostenibilidad de las políticas públicas;
- Supervisa las estrategias en materia de ecología de todos los ministerios y organismos públicos y su traducción en planes de acción;
- Garantiza la evaluación periódica de las políticas implementadas en el marco de estas estrategias y planes de acción y la publicación de indicadores para informar sobre las mismas;
- Garantiza la coherencia de todas las políticas públicas;
- Coordina las remisiones y respuestas del Gobierno a los dictámenes del Consejo Superior del Clima  .

## Secretarios generales
- Antoine Pellion (2022-2025)